# Extreme Ghostbusters: Code Ecto-1
Extreme Ghostbusters: Code Ecto-1 est un jeu vidéo d'action-plates-formes, développé par Magic Pockets et édité par LSP Games sur Game Boy Advance en 2002. Il s'inspire de la série télévisée Extrême Ghostbusters, dérivé du film SOS Fantômes sortie en 1984.

## Accueil
- Gamekult : 6/10[2]